# Pierre percée (Draché)
Pour les articles homonymes, voir Pierre percée.
La Pierre percée, parfois appelée Pierre des Érables, Pierre des Arabes ou Bogue de Gargantua est un menhir troué, située sur la commune française de Draché, dans le département d’Indre-et-Loire.
Avec une hauteur de près de 4 m, la Pierre percée est le plus haut menhir d'Indre-et-Loire encore debout et le trou dont il est percé est à l'origine de multiples traditions et croyances.

## Localisation

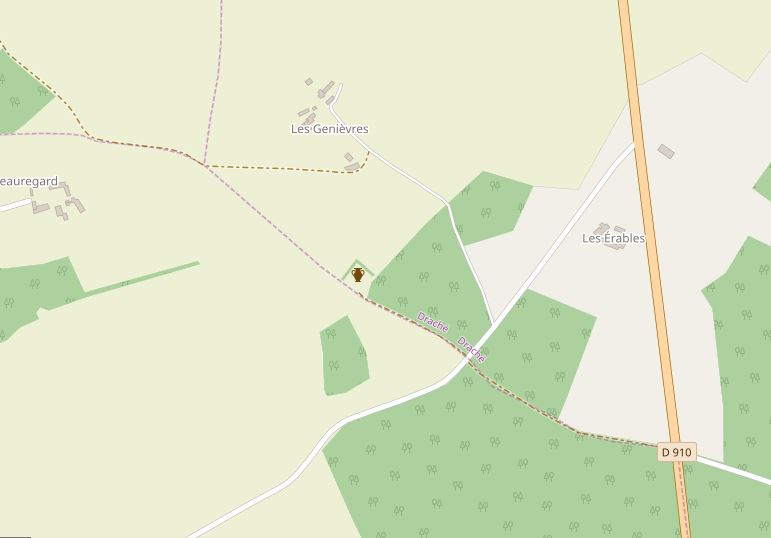
Plan de situation.

La Pierre percée est située au nord-ouest du territoire de Draché, non loin des communes de Sainte-Maure-de-Touraine et Maillé ; le chemin d'un tracé très ancien qui permet d'y accéder sert de limite communale entre Draché au nord-est et Maillé au sud-ouest. À une altitude de 90 m, elle est implantée à mi-pente d'une colline dont le point culminant (106 m) se trouve à 800 m au sud-est du mégalithe. Elle est proche de l'actuelle D910 (ancienne N10 déclassée).

## Historique
Le menhir est explicitement représenté sur les armoiries de la commune de Draché.
Initialement propriété d'un personne privée  mais rachetée par le Conseil départemental d'Indre-et-Loire, la Pierre percée de Draché est classée au titre des monuments historiques par arrêté du 29 avril 1911.

## Description
Le menhir mesure près de 4 m de haut sur une base de 1,70 × 1,40 m, ce qui en fait le plus haut menhir d'Indre-et-Loire encore debout. Ses faces les plus larges sont orientées à l'ouest et à l'est. La partie enfouie n'aurait que 60 cm de profondeur et aucun bloc de calage ne maintiendrait le mégalithe. Le trou dans sa partie supérieure à 1,40 m du sommet semble d'origine naturelle, par érosion différentielle d'une roche hétérogène. La roche qui le constitue semble être un calcaire meuliérisé, alors que les roches affleurantes dans ce secteur sont des tuffeaux, même si des colluvions pouvant présenter des faciès comparables à celui de la Pierre percée se retrouvent un peu au sud du site. D'autres auteurs indiquent qu'il s'agit d'un spath calcaire du Turonien.
La Pierre percée de Draché semble avoir été érigée, comme la plupart des mégalithes d'Indre-et-Loire, vers la fin de la période mégalithique, entre 2500 et 2000 av. J.-C., bien que d'autres archéologues soient moins précis en proposant une datation entre 4000 et 2000 av. J.-C.. Des éclats de silex ne portant pas de trace d'utilisation sont retrouvés au pied du menhir lors de fouilles effectuées en 1910.

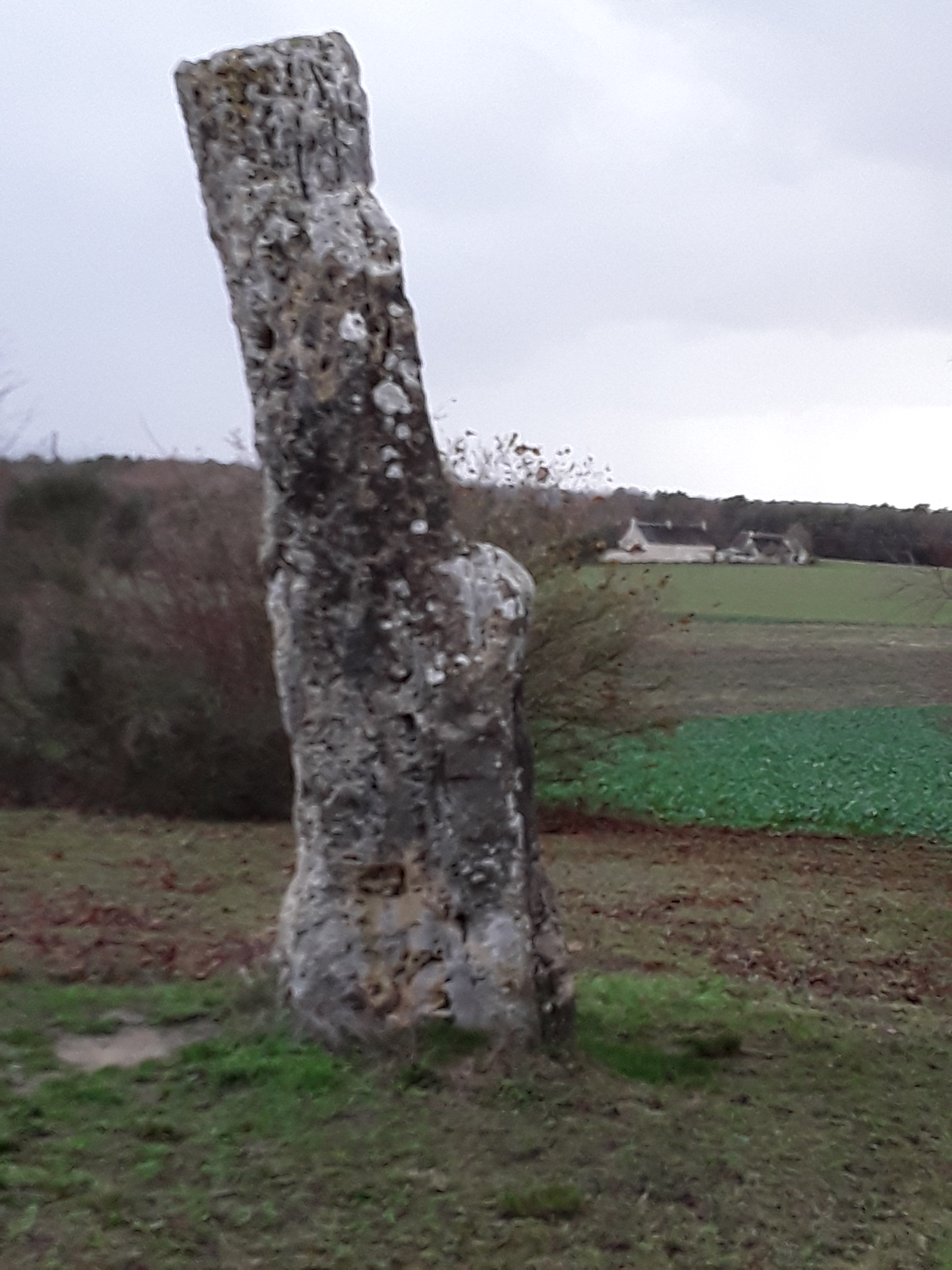
La Pierre-Percée, vue du sud-est
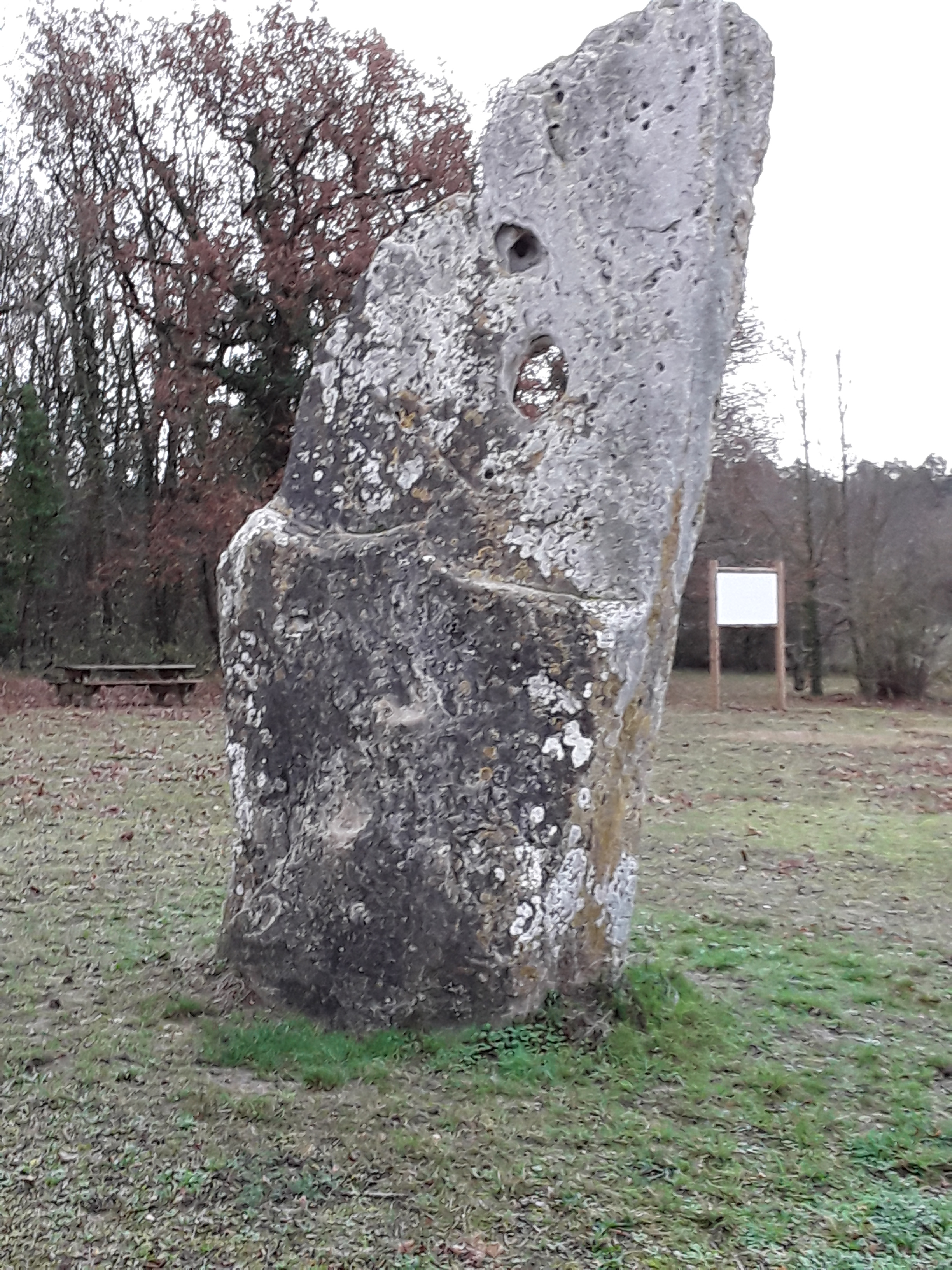
Vue du Nord-Ouest et aménagement 2018. Noter le méplat à mi-hauteur, à l'origine de l'interprétation de la pierre comme autel
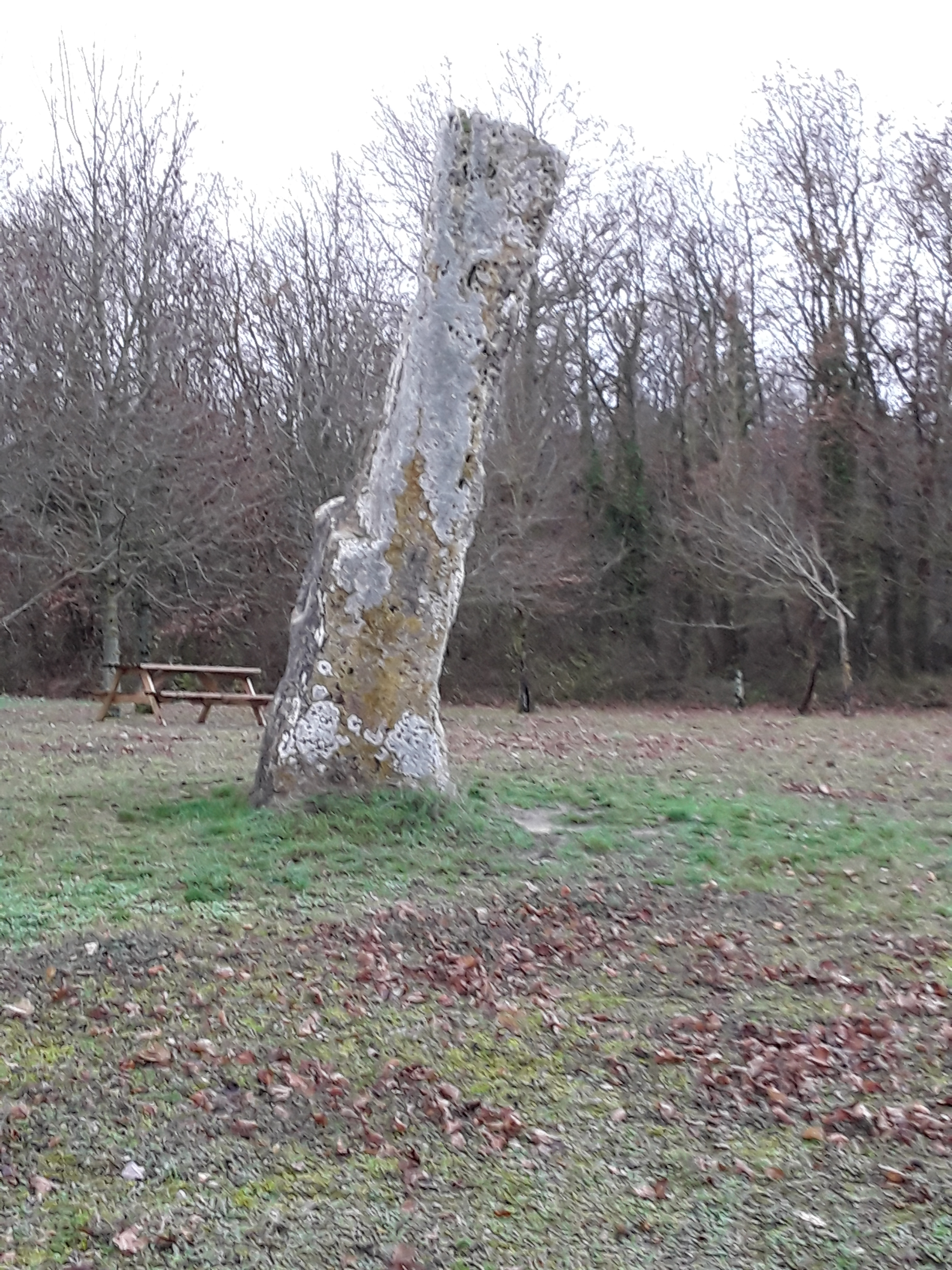
Vue du nord-est
Blason de la commune de Draché.

## Traditions liées à la Pierre percée de Draché

### Appellations du menhir
Le nom de « Pierre des Arabes » qui lui est parfois donné est une déformation phonétique très probable de « Pierre des Érables », ces arbres ayant certainement poussé à son voisinage. Le nom erroné est lié à une longue tradition tourangelle voulant que la bataille de Poitiers (732) se soit déroulée non pas près de Poitiers, mais plus au nord, en Touraine ainsi qu'au nom « arabe » ou « arable », ancienne dénomination locale d'un érable. Il est même parfois dit qu'au pied du menhir sont enterrés des Sarrasins en grand nombre. Le nom de « Bogue de Gargantua » semble une appellation récente consécutive à la popularisation du mythe du géant Gargantua par Rabelais.
L'édition 1880 des Guides Joanne consacrée à l'Indre-et-Loire suggère que la « Pierre percée » et la « Pierre des Érables » sont deux menhirs différents.

### Croyances et légendes

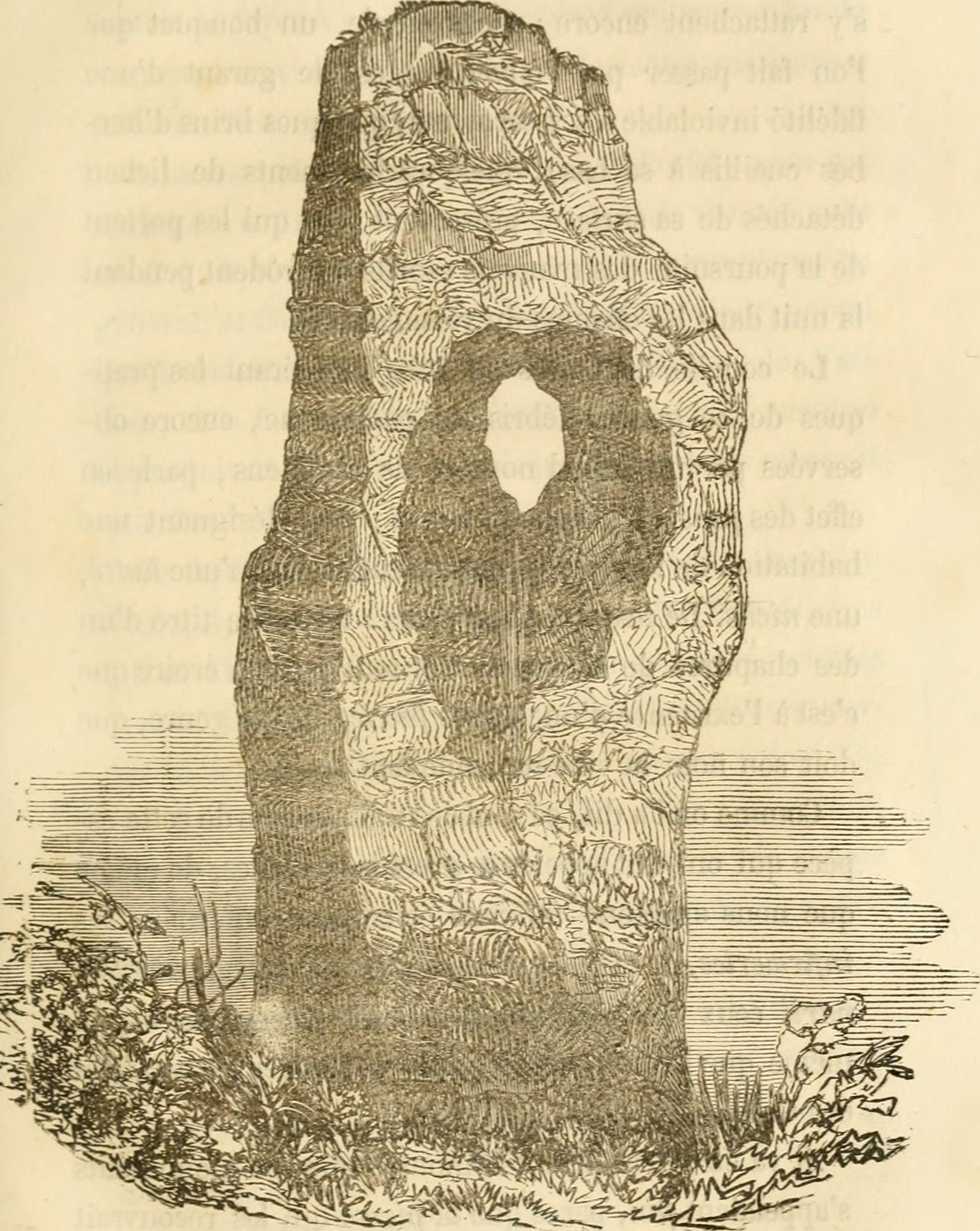
La Pierre percée (1854).

La Pierre percée de Draché donne lieu à de nombreuses traditions.
Les plus nombreuses sont liées à la présence de son orifice, caractéristique physique généralement propre à l'émergence de rites. Il est rapporté que des condamnés devaient passer la tête à travers le trou du menhir avant qu'on ne la leur tranche. La taille de l'orifice (25 × 20 cm) et sa hauteur au-dessus du sol (plus de 2,50 m) rendent cette opération pour le moins difficile. Le fait de présenter la tête de jeunes enfants en face du trou est un gage de leur bonne santé et les préserve des écrouelles. Un bouquet passé au travers de l'ouverture serait le garant de la fidélité à un serment prêté à ce moment. Depuis longtemps on rapporte que les garçons et filles de la région se rendent à la Pierre percée pour y échanger des serments de fidélité. Cette tradition semble se perpétuer, le must étant d'y échanger un baiser au travers de l'ouverture.
D'autres se rattachent à la végétation poussant sur ou à proximité de la pierre. Des fragments de lichen prélevés sur le menhir sont réputés préserver des mauvais esprits et de l'herbe cueillie à son pied protège le bétail des maladies.

## Contexte archéologique et géographique
Si la Pierre a bien été érigée dans la seconde moitié du troisième millénaire avant notre ère, son érection est à rattacher à la culture de l'Artenacien. Cette culture, la dernière du néolithique local, est répandue sur tout le Centre-Ouest de la France . Elle est caractérisée par ses productions lithiques et céramiques et un développement du commerce à longue distance. Ces éléments sont très présents dans la région (silex du Grand-Pressigny et nombreuses poteries). Certaines de ces poteries ont été interprétées comme des faisselles, ce qui s'oppose à la légende de l'apport de la technologie fromagère par les conquérants arabes, légende dont  la Pierre des Arabes serait un autre élément.
Jean-Claude Marquet a montré, pour le Sud-Touraine à cette époque, l'abondance des sites avec haches en pierre polie, l'origine armoricaine d'une grande partie d'entr'elles et leur répartition préférentielle le long des rivières en particulier de la Vienne. On peut alors imaginer la Vienne dont la Pierre est distante de quelques kilomètres comme un axe commercial majeur.
La situation de la Pierre, à mi-pente, n'est pas forcément anodine. En Touraine, ces pentes au sol silico-argileux et caillouteux (perruches) sont réputées difficiles à travailler, aujourd'hui dans un contexte de mécanisation avancée, et peu ou moyennement fertiles. Il pouvait en être autrement à l'Arténacien car, avec un outillage rudimentaire, elles sont beaucoup plus faciles à travailler que les fertiles argilo-calcaires de plaine situés en contrebas et sont beaucoup plus saines que les limons des plateaux sensibles à l'humidité. Elles ont peut-être été ici les premières terres défrichées.
Les fouilles préventives effectuées sur le tracé de la ligne SNCF à grande vitesse en 2013 sur le site du Fond d'arrêt à Pussigny, quelques kilomètres au sud de la Pierre percée, non loin d'un autre menhir, la Pierre-levée, ont livré un important mobilier ainsi que des éléments de parcellaire et des trous de poteaux confirmant « une affiliation à la culture d'Artenac » et l'importance de l'industrie lithique du Grand-Pressigny.

## Aménagement

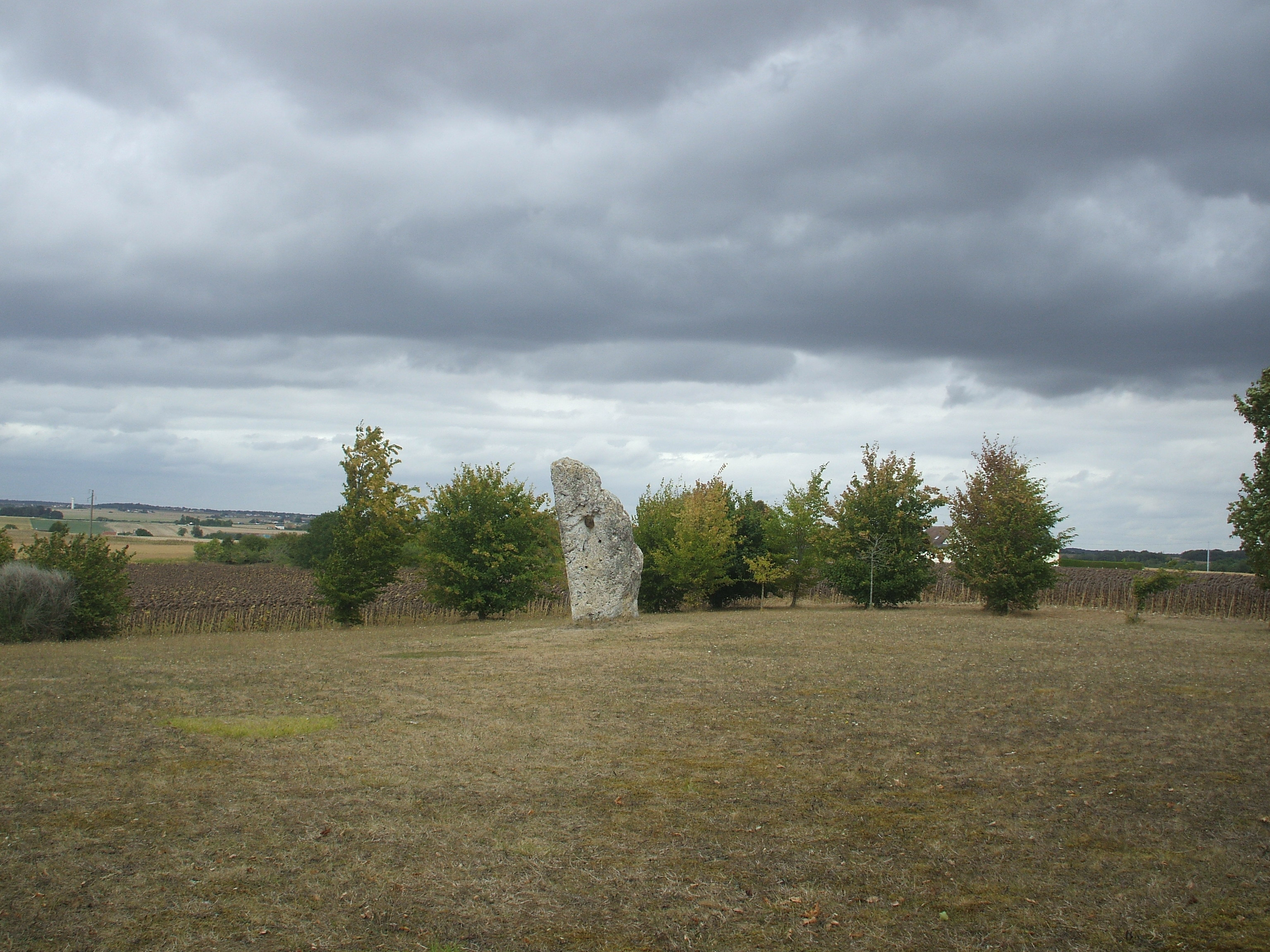
Vue d'ensemble du site.

Un espace a été aménagé et délimité autour de la Pierre par le Conseil départemental mais l'accès en reste libre. Sa situation en bordure d'un bois et dominant la plaine ainsi que sa très faible fréquentation en font un endroit romantique et propice à la méditation.

## Pour en savoir plus